# Woldegk
Woldegk est une commune d'Allemagne située dans le Land de Mecklembourg-Poméranie-Occidentale et l'arrondissement du Plateau des lacs mecklembourgeois.

## Histoire
La commune de Woldegk a été érigée entre 1236 et 1250.

## Quartiers
Canzow a fusionné le 1er juillet 1950 avec Woldegk, ainsi que Hildebrandshagen le 1er janvier 1973. Le 13 juin 1999 les communes de Bredenfelde, Grauenhagen, Hinrichshagen et Rehberg ont intégré Woldegk et le 1er janvier 2002 suivait Göhren.

## Personnalités liées à la commune
- Kurt von Hammerstein (1878-1943), général allemand et opposant au nazisme né à Hinrichshagen, un quartier de Woldegk.
- Margarethe Lachmund (1896-1985), résistante et pacifiste quaker
- Meinhard Uentz (1938-2021), footballeur né à Woldegk.